# Gumna
Gumna is een plaats in het Poolse district  Cieszyński, woiwodschap Silezië. De plaats maakt deel uit van de gemeente Dębowiec en telt 414 inwoners.